# Забур
Забу́р (араб. زبور‎) — Священное Писание в исламе, ниспосланное еврейскому пророку Давуду (Давиду). По учению ислама, после ниспослания Корана религиозные положения, которые содержались в Забуре, были Аллахом полностью отменены. Книга упоминается в Коране. 

## Описание
В исламе Забур считается вторым после Таурата Писанием, ниспосланным Аллахом. Забур является самой малой по объёму божественной книгой. В отличие от Таурата и Корана Забур не содержит в себе новых религиозных предписаний. 
Пророк Давид руководствовался заветами Мусы, а Забур был призван ещё более укрепить заветы Мусы. Стихи (псалмы) Забура были ниспосланы в поэтическом стиле.
Большинство исламских богословов считают Забуром Псалтирь.
С точки зрения ислама, оригинал Забура не сохранился, а существующая Псалтирь не является его первоначальным текстом. Существующая Псалтирь не относится к Священному Писанию в исламе. По учению ислама, после ниспослания Корана религиозные положения, которые содержались в Забуре, были Аллахом полностью отменены.